# Finnischer Laufhund
Der Finnische Laufhund (Suomenajokoira) ist eine von der FCI anerkannte finnische Hunderasse (FCI-Gruppe 6, Sektion 1.2, Standard Nr. 51).

## Herkunft und Geschichtliches
Die Zucht des Finnischen Laufhunds begann im späten 19. Jahrhundert. Französische, deutsche und schwedische Laufhunde waren daran beteiligt. Der Finnische Laufhund gehört zu den verbreitetsten Gebrauchshunden Finnlands. Im Unterschied zu den norwegischen Laufhunden ist der Finnische Laufhund ein Spürhund, aber kein Apportierhund.

## Beschreibung
Der Finnische Laufhund ist ein bis 61 cm großer dreifarbiger Jagdhund mit schwarzem Mantel. Das Deckhaar ist mittellang, dicht, gerade, fest anliegend und recht harsch, mit kurzer dichter Unterwolle von weicher Textur. Mit der vorderen Kante dicht am Kopf herabhängend werden die Ohren so getragen, dass die hintere Kante nach außen und ihre Spitze fast nach vorn gerichtet ist.

## Wesen
Ruhige und freundliche Hunde, niemals aggressiv; voller Tatendrang.

## Verwendung
Finnische Laufhunde werden als Jagd- und Begleithunde eingesetzt.